# Molota
Molota est une ville et une sous-préfecture de Guinée, rattachée à la préfecture de Kindia et la région de Kindia. 

## Population
En 2016, le nombre d'habitants est estimé à 12 951, à partir d'une extrapolation officielle du recensement de 2014 qui en avait dénombré 12 109.